# Luigi Lugiato
Luigi Lugiato (Limbiate, Milão, 17 de dezembro de 1944) é um físico italiano.
Em 1987 recebeu com a Rodolfo Bonifacio a Medalha Albert A. Michelson.

## Obras
- Lugiato, C. O. Weiss Phasensingularitäten in Lasern, Physikalische Blätter, Volume 47, 1991, página 918, Online